# C/2011 L4

C/2011 L4 (PANSTARRS) este o cometă descoperită la 6 iunie 2011. La 10 martie 2013, a fost la periheliu, devenind vizibilă cu ochiul liber.

## Orbita
Orbita cometei C/2011 L4 nu este cunoscută cu precizie. I-au trebuit probabil milioane de ani să scape din Norul lui Oort. Perioada sa orbitală post-periheliu, adică după trecerea sa în Sistemul solar intern, este estimată la circa 110.000 ani.
Cometa urmează o traiectorie foarte înclinată de 84,20° pe ecliptică. Ea a trecut, cel mai aproape de Pământ, la 5 martie 2013, la distanța de 1,09 ua, apoi a atins periheliul puțin după aceea, la 10 martie 2013.

## Observări
C/2011 L4 a fost descoperită în noaptea de 5 spre 6 iunie 2011 cu ajutorul telescopului Pan-STARRS situat pe vârful Haleakalā, pe insula Maui în Hawaii. La descoperirea sa, se afla la distanța de 7,9 ua de Soare, adică aproximativ între orbitele planetelor Jupiter și Saturn și nu depășea magnitudinea aparentă 19,4. A câștigat în strălucire  după această descoperire, atingând 13,5 la începutul lui mai 2012, ceea ce o făcea observabilă cu un telescop puternic pentru amatori, într-un loc suficient de întunecat. În octombrie 2012, coama cometei măsura circa 120.000 km diametru.

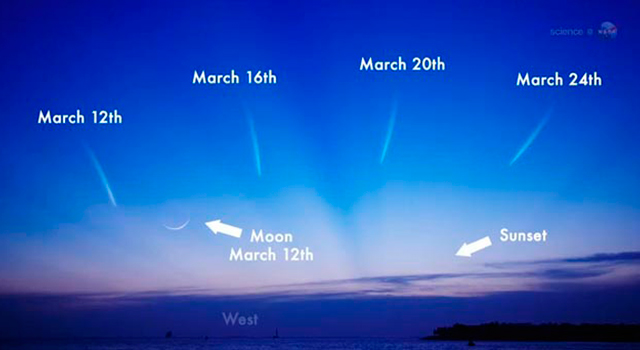
Observatorii din Emisfera nordică, au putut vedeaa Cometa C/2011 L4 (PANSTARRS), în apropierea Lunii, câteva zile după 12 martie 2013.